# عنصر مصاحب (نظرية الحقول)
في الرياضيات وبالتحديد في نظرية الحقول، عناصر مصاحبة (بالإنجليزية: Conjugate element)‏ ل عنصر جبري α على امتداد للحقل L/K هن جذور متعدد الحدود الدنيا.

## مثال
{\displaystyle {\sqrt[{3}]{1}}={\begin{cases}1\\[3pt]-{\frac {1}{2}}+{\frac {\sqrt {3}}{2}}i\\[5pt]-{\frac {1}{2}}-{\frac {\sqrt {3}}{2}}i\end{cases}}}
{\displaystyle \left(x+{\frac {1}{2}}\right)^{2}+{\frac {3}{4}}=x^{2}+x+1.}